# Peter Grütter
Peter Grütter, né le 30 juin 1942 à Berne, est un ancien patineur artistique suisse devenu entraîneur. Il a participé aux Jeux Olympiques de 1964 pour la Suisse, terminant 24e. Il se retire de la compétition la même année. Comme patineur, Grütter était entraîné par Jacques Gerschwiler.
Son élève le plus connu est Stéphane Lambiel, qu'il a entraîné entre 1995 et juin 2008 puis de nouveau à partir de juillet 2009.
Parmi ses élèves, on peut aussi citer Alisson Krystel Perticheto, Noemie Silberer, Kristel Popovic, Raphael Bohren, Samuel Contesti et Laurent Alvarez.